# Correa (planta)

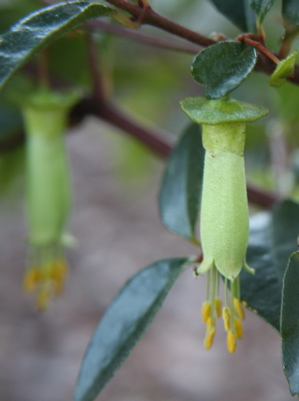
Correa baeuerlenii.

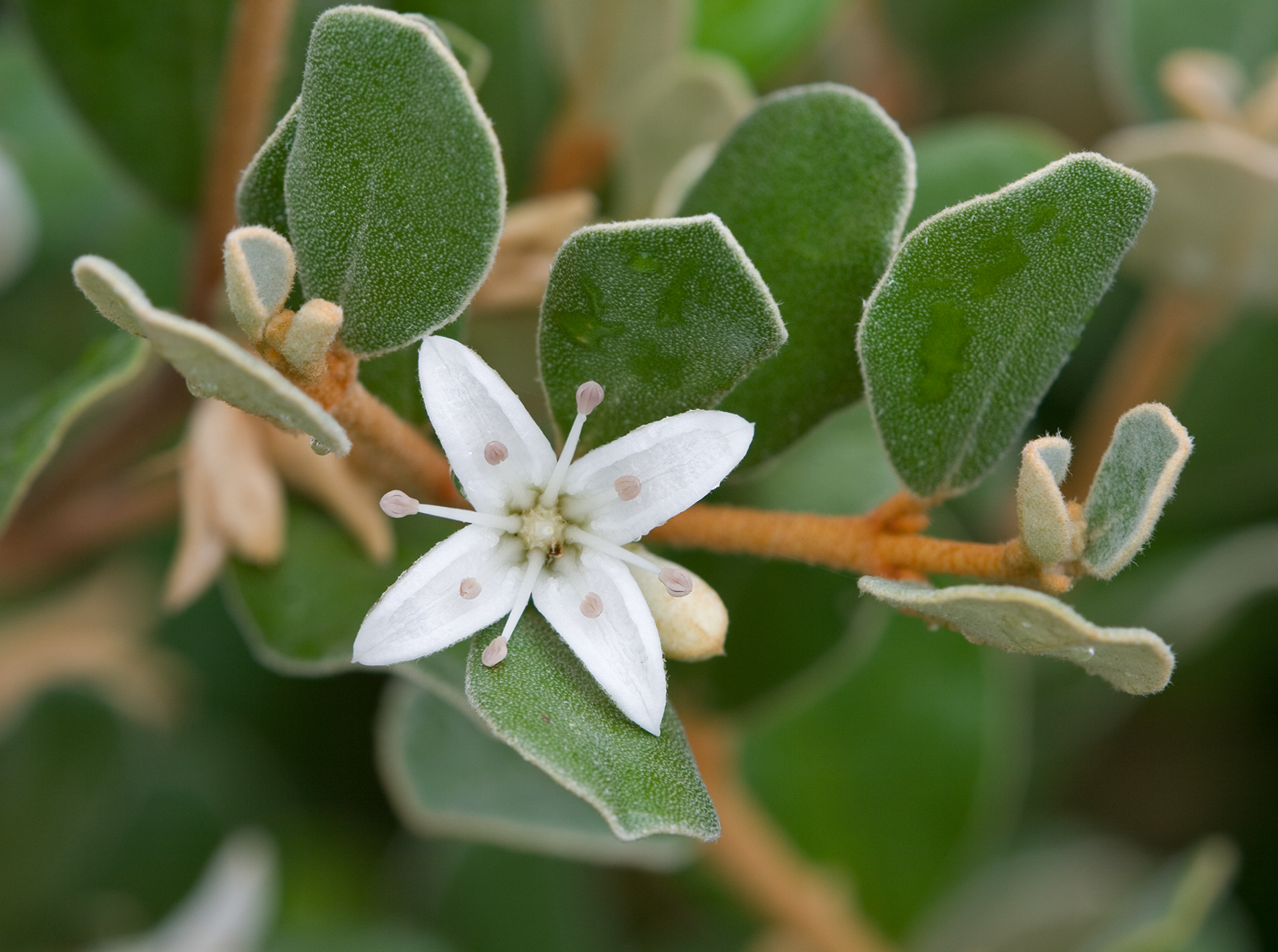
Correa alba.

Correa es un género de plantas con flores características con forma de campana, que se encuentran en su mayoría en el este de Australia. Correa pertenece a la familia Rutaceae, y  como muchos en esta familia las hojas machacadas tienen un olor distintivo. Hay unas 11 especies en el género, aunque la hibridación natural entre las especies hacen relaciones taxonómicas problemáticas dentro de este género. Porque florece en diciembre y tiene un aspecto rojo y  festivo, algunas de sus especies se han nombrado como arbusto de La Navidad, una denominación compartida por varias Plantas australianas que tienen la floración alrededor del mismo tiempo o están coloreadas festivamente. 
El género Correa fue nombrado así en honor del botánico  portugués José Francisco Corrêa da Serra (1750-1823), conocido como el Abad Correa.

## Especies
Consta de las siguientes especies:
- Correa aemula (Lindl.) F.Muell. -  Correa peluda
- Correa alba Andrews  - Correa blanca
- Correa backhouseana  Hook. - Correa de la costa
- Correa baeuerlenii F.Muell. -  Correa sombrero del jefe
- Correa calycina J.M.Black - Correa verde del sur de Australia
- Correa decumbens F.Muell. - Spreading Correa
- Correa eburnea Paul G.Wilson -  Correa arroyo profundo
- Correa glabra Lindl. - Correa de la Roca
- Correa lawrenceana  Hook. - Correa de la montaña
- Correa pulchella Sweet - Salmon Correa
- Correa reflexa (Labill.) Vent. - Common Correa, Native Fuchsia

## Cultivo
Muchos híbridos de Correa reflexa se cultivan en jardines australianos. Las Correas generalmente son fáciles de cultivar los arbustos prefieren una zona en el jardín que esté en parte sombreada. Sus flores carecen de las fragancias tan solicitadas en sus parientes los Boronia.